# Podsypka (budownictwo)

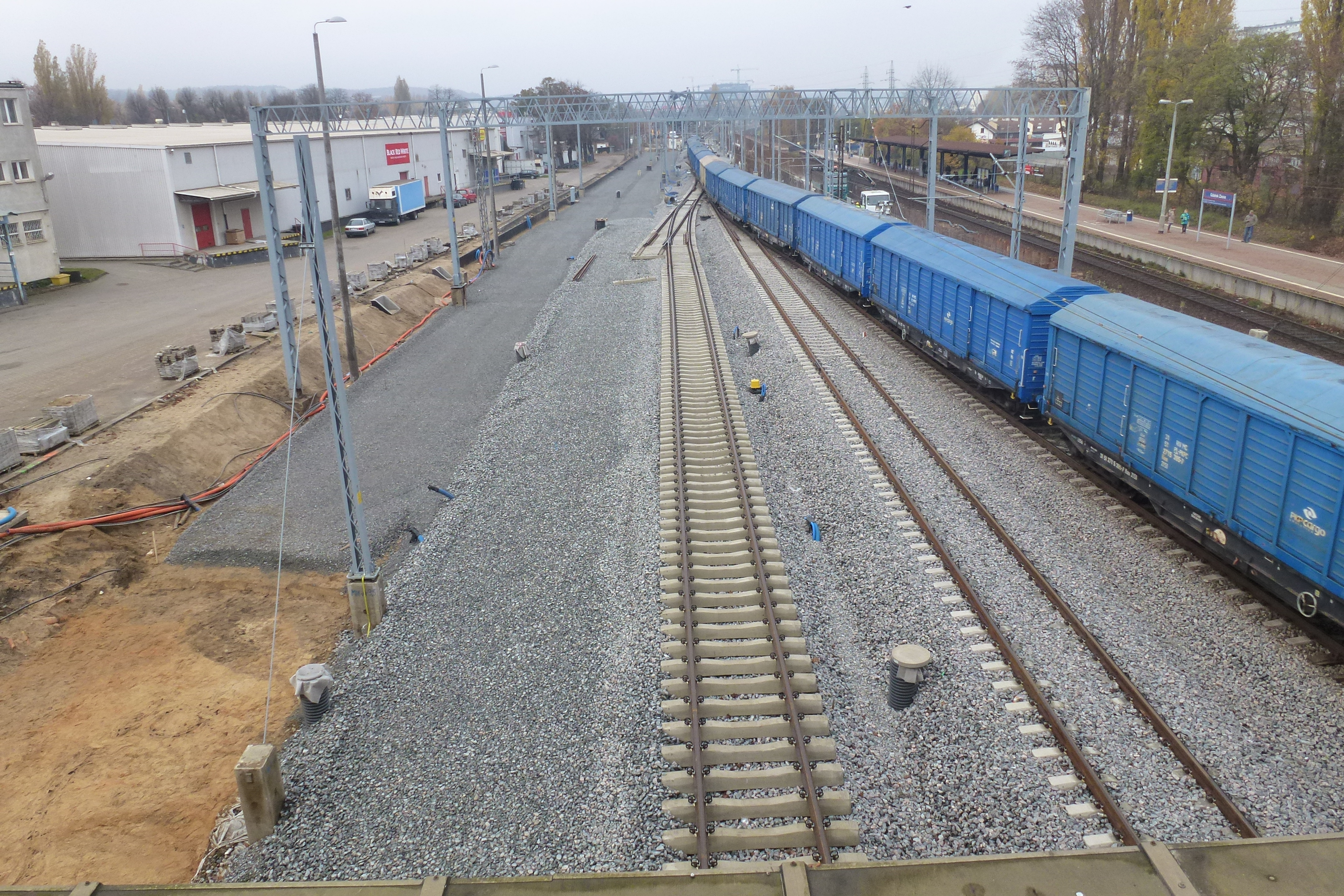
Podsypka

Podsypka – warstwa wyrównawcza z drobnego kruszywa (piasek, grys, żwirek) stosowana przy układaniu kostki brukowej, płyt chodnikowych, krawężników, rurociągów, fundamentów, torów tramwajowych i kolejowych.
Warstwy podsypki wymagają wibracyjnego zagęszczenia w celu uniknięcia niekontrolowanych osiadań. Przy znacznych grubościach podsypki jej zagęszczanie powinno się odbywać warstwami co 30–50 cm. Brak właściwego zagęszczenia objawia się np. po ułożeniu płyt chodnikowych przykrą, falistą nierównością deptaków.
Przed montażem ciężkiego zbrojenia płyt i ław fundamentowych, na podsypce układa się wcześniej warstwę chudego betonu celem uniknięcia zagłębiania się zbrojenia w podłoże.